# Sara Soulié
 Der er for få eller ingen kildehenvisninger i denne artikel, hvilket er et problem. Du kan hjælpe ved at angive troværdige kilder til de påstande, som fremføres i artiklen.

Sara Soulié (født 1989 i Aarhus) er en finsk-dansk skuespiller og danser.
Soulié er uddannet på Teaterhögskolan i Helsinki. Før det studerede hun moderne dans i Østrig på Salzburg Experimental Academy of Dance og i Frankrig på Conservatoire National de Région de Montpellier.
Soulié har både dansk og finsk statsborgerskab. Hun taler dansk, svensk og finsk som modersmål. Udover disse sprog taler hun flydende fransk, engelsk og estisk, og lidt tysk.

## Filmografi
| År   | Titel                   | Genre            | Rolle      | Produktionsselskab/instruktør                |
| ---- | ----------------------- | ---------------- | ---------- | -------------------------------------------- |
| 2009 | Emmy                    | kortfilm         | birolle    | Clutch Productions/Artur och Emil Sallinen   |
| 2010 | Världens bästa historia | kortfilm         | hovedrolle | Clutch Productions/Artur och Emil Sallinen   |
| 2011 | Där vi en gång gått     | film og tv-serie | birolle    | Helsinki-filmi/Peter Lindholm                |
| 2011 | Djurens dag             | kortfilm         | hovedrolle | Kinoproduction/Tommi Seitajoki               |
| 2012 | The Other Wife          | mini-tv-serie    | birolle    | Gate Television Productions Ltd/Giles Foster |
| 2014 | Nymfit                  | tv-serie         | hovedrolle | Fisher King Production/Miikko Oikkonen       |
| 2014 | Might                   | kortfilm         | hovedrolle | Clutch Productions/Emil Sallinen             |
| 2015 | Other Girls             | film             | hovedrolle | Fisher King Production/Esa Illi              |
| 2016 | Kohtuuttomuuksia        | tv-serie         | birolle    | Solar Films/Petri Kotwica                    |
| 2018 | Jättekiva               | tv-serie         | birolle    | Elisa/Niklas Lindgren                        |

## Teater
| År        | Titel                                   | Teater                      | Instruktør       |
| --------- | --------------------------------------- | --------------------------- | ---------------- |
| 2010      | Kaukaasialainen liitupiiri              | Teaterhögskolan             | Lauri Maijala    |
| 2010      | Komendanten och den sluga ränksmiddaren | Samfundet Ehrensvärd        | Frank Skog       |
| 2010      | Scener ur ett äktenskap                 | Teaterhögskolan             | Marcus Groth     |
| 2011      | Worship!                                | Teater Nya Rampen           | Jakob Öhrman     |
| 2012-2013 | Remont                                  | Svenska Teatern             | Joakim Groth     |
| 2013      | Spaceparticles #10                      | Liisa Pentti + CO           | Liisa Pentti     |
| 2014      | Finnphonia Emigrantica                  | European Theatre Collective | David Kozma      |
| 2014      | Transfinlandia                          | Teaterhögskolan             | Piia Peltola     |
| 2015      | Måsen                                   | Teater Mars & Ozonteatern   | Åsa Salvesen     |
| 2015      | Three Sisters                           | Chekhov Machine Company     | Cris af Enehielm |
| 2016      | Något annat. En pjäs om begär           | Yle Radioteatern            | Essi Räisänen    |
| 2016      | The Sinking of Titanic                  | Liisa Pentti + CO           | Liisa Pentti     |
| 2017      | Love and Disaster                       | Chekhov Machine Company     | Cris af Enehielm |
| 2018      | Fylla sex 2.0                           | Universum Teater            | Joakim Groth     |
| 2025      | Sinun, Margot                           | Helsingin kaupunginteatteri | Riikka Oksanen   |